# Hillion
 Hillion  (en bretón Hilion) es una población y comuna francesa, situada en la región de Bretaña, departamento de Côtes-d'Armor, en el distrito de Saint-Brieuc y cantón de Langueux.

## Demografía
| 2122 | 2235 | 2858 | 3232 | 3591 | 3786 |
| Para los censos de 1962 a 1999 la población legal corresponde a la población sin duplicidades (Fuente: INSEE [Consultar]) |      |      |      |      |      |